# إسماعيل الحداد
إسماعيل الحداد (من مواليد 3 أغسطس 1990.) هو لاعب كرة قدم مغربي، يلعب كجناح لصالح نادي الوداد الرياضي .

## مسيرته
بدأت مسيرة هذا اللاعب مع الإتحاد البيضاوي (الطاس) موسم 2013/2014، ثم إنتقل إلى نادي حسنية أكادير وذلك موسم 2014/2015، ليلتحق بعدها إلى القلعة الحمراء نادي الوداد الرياضي موسم 2015/2016 ليحقق حلم طفولته بحمل قميص النادي الأحمر وتوج بطولة أمم أفريقيا للمحليين 2018 رفقة المنتخب المغربي المحلي.

## إنجازاته
الوداد البيضاوي :
- الدوري المغربي الممتاز
  - البطولة : 2017، 2019
- دوري أبطال أفريقيا 
  - البطولة: 2017
- كأس السوبر الأفريقي 
  - البطولة: 2018

### المنتخب
- بطولة أمم إفريقيا للمحليين 2018
  - بطل 2018

## روابط خارجية
- إسماعيل الحداد على موقع الاتحاد الدولي (مؤرشف)  (الإنجليزية)
- إسماعيل الحداد على موقع قاعدة بيانات كرة القدم.إي يو (الإنجليزية)
- إسماعيل الحداد على موقع ناشيونال فوتبول تيمز (الإنجليزية)
- إسماعيل الحداد على موقع Soccerway.com (الإنجليزية)
- معلومات إسماعيل الحداد على موقع كووورة